# チェッレ・ディ・ブルゲリーア
チェッレ・ディ・ブルゲリーア（伊: Celle di Bulgheria）は、イタリア共和国カンパニア州サレルノ県にある、人口約1,900人の基礎自治体（コムーネ）。

## 地理

### 位置・広がり

#### 隣接コムーネ
隣接するコムーネは以下の通り。
- カメロータ
- チェントラ
- ラウリート
- モンターノ・アンティーリア
- ロッカグロリオーザ